# Дивока Шарка
Диво́ка Ша́рка (чеш. Divoká Šárka) — природный парк на северо-западе Праги.

## Топоним
Шаркой звали легендарную воительницу раннего средневековья.

## География
Находится в районе Либоц, в округе Прага-6. Высота над уровнем моря 255—360 м. Площадь парка — 25,4 га.
На границе заповедной зоны находится озеро Джбан (буквально «кувшин»). В центре заповедника расположен общественный плавательный бассейн, куда подается вода из ручья.   

## История
Открыт в 1964 году.
- Скалы в парке
- Дивока Шарка. Июнь 2019